# Nikolina Delić
Nikolina Delić (Vlasenica, 1º novembre 1996) è una cestista bosniaca.
È la sorella gemella di Anđela Delić.

## Carriera
Con la Bosnia ed Erzegovina ha disputato i Campionati europei del 2021.